# Olympische Sommerspiele 1968/Teilnehmer (Dänemark)
| Gelbes Symbol für Goldmedaillen mit stilisierten Olympischen Ringen | Graues Symbol für Silbermedaillen mit stilisierten Olympischen Ringen | Braundes Symbol für Bronzemedaillen mit stilisierten Olympischen Ringen |
| ------------------------------------------------------------------- | --------------------------------------------------------------------- | ----------------------------------------------------------------------- |
| 1                                                                   | 4                                                                     | 3                                                                       |

Dänemark nahm an den Olympischen Sommerspielen 1968 in Mexiko-Stadt mit einer Delegation von 64 Athleten (60 Männer und 4 Frauen) an 53 Wettkämpfen in elf Wettbewerben teil.
Die dänischen Sportler gewannen eine Gold-, vier Silber- und drei Bronzemedaillen. Olympiasieger wurden die Radsportler Gunnar Asmussen, Per Lyngemark, Reno Olsen, Peder Pedersen und Mogens Frey in der Mannschaftsverfolgung. Fahnenträger bei der Eröffnungsfeier war der Kanute Erik Hansen.

## Teilnehmer nach Sportarten

### Boxen
- Jørgen Hansen
Weltergewicht: in der 1. Runde ausgeschieden

- Ljubinko Veselinović
Halbmittelgewicht: im Achtelfinale ausgeschieden

### Kanu
- Erik Hansen
Einer-Kajak 1000 m: Bronze

- Harry Sørensen
Vierer-Kajak 1000 m: 9. Platz

- Hans-Viggo Knudsen
Vierer-Kajak 1000 m: 9. Platz

- Steen Lund Hansen
Vierer-Kajak 1000 m: 9. Platz

- Jørgen Andersen
Vierer-Kajak 1000 m: 9. Platz

### Leichtathletik
Männer
- Gerd Larsen
800 m: im Vorlauf ausgeschieden

- Tom Hansen
1500 m: im Vorlauf ausgeschieden

- Georg Olsen
Marathon: 34. Platz

- Steen Smidt-Jensen
Zehnkampf: 8. Platz

Frauen
- Annelise Damm Olesen
800 m: im Vorlauf ausgeschieden

- Nina Hansen
Fünfkampf: 13. Platz

### Moderner Fünfkampf
- Jørn Steffensen
Einzel: 13. Platz

### Radsport
- Leif Mortensen
Straßenrennen: Silber 
Mannschaftszeitfahren: 4. Platz

- Ole Højlund
Straßenrennen: 26. Platz
Mannschaftszeitfahren: 4. Platz

- Jørgen Emil Hansen
Straßenrennen: 29. Platz
Mannschaftszeitfahren: 4. Platz

- Svend Erik Bjerg
Straßenrennen: 38. Platz

- Verner Blaudzun
Mannschaftszeitfahren: 4. Platz

- Niels Fredborg
Bahn Sprint: im Vorlauf ausgeschieden
Bahn 1000 m Zeitfahren: Silber

- Peder Pedersen
Bahn Sprint: im Vorlauf ausgeschieden
Bahn 4000 m Mannschaftsverfolgung: Gold

- Per Sarto Jørgensen
Bahn Tandem: im Vorlauf ausgeschieden

- Jørgen Jensen
Bahn Tandem: im Vorlauf ausgeschieden

- Mogens Frey
Bahn 4000 m Einerverfolgung: Silber 
Bahn 4000 m Mannschaftsverfolgung: Gold

- Reno Olsen
Bahn 4000 m Mannschaftsverfolgung: Gold

- Per Lyngemark
Bahn 4000 m Mannschaftsverfolgung: Gold

- Gunnar Asmussen
Bahn 4000 m Mannschaftsverfolgung: Gold

### Ringen
- Alex Børger
Fliegengewicht, griechisch-römisch: in der 3. Runde ausgeschieden

- Johnny Nielsen
Bantamgewicht, griechisch-römisch: in der 2. Runde ausgeschieden

- Kurt Madsen
Leichtgewicht, griechisch-römisch: in der 3. Runde ausgeschieden

### Rudern
Männer
- Niels Henry Secher
Einer: 8. Platz

- Peter Fich Christiansen
Zweier ohne Steuermann: Bronze

- Ib Ivan Larsen
Zweier ohne Steuermann: Bronze

- Jørn Krab
Zweier mit Steuermann: Bronze

- Harry Jørgensen
Zweier mit Steuermann: Bronze

- Preben Krab
Zweier mit Steuermann: Bronze

- John Erik Jensen
Vierer ohne Steuermann: 10. Platz

- Gunner Nielsen
Vierer ohne Steuermann: 10. Platz

- Mogens Pedersen
Vierer ohne Steuermann: 10. Platz

- Johnny Algreen Petersen
Vierer ohne Steuermann: 10. Platz

### Schießen
- Jørgen Gabrielsen
Freie Pistole 50 m: 20. Platz

- Niels Dahl
Freie Pistole 50 m: 40. Platz

- Ole Hviid Jensen
Kleinkalibergewehr Dreistellungskampf 50 m: 22. Platz
Kleinkalibergewehr liegend 50 m: 15. Platz

- Per Weichel
Kleinkalibergewehr Dreistellungskampf 50 m: 40. Platz
Kleinkalibergewehr liegend 50 m: 42. Platz

- Ernst Pedersen
Skeet: 10. Platz

- Benny Jensen
Skeet: 33. Platz

### Schwimmen
Männer
- Ejvind Pedersen
100 m Rücken: im Halbfinale ausgeschieden
200 m Rücken: im Vorlauf ausgeschieden

- Lars Kraus Jensen
200 m Rücken: im Vorlauf ausgeschieden
200 m Lagen: im Vorlauf ausgeschieden
400 m Lagen: im Vorlauf ausgeschieden

Frauen
- Kirsten Strange-Campbell
200 m Freistil: im Vorlauf ausgeschieden
200 m Lagen: im Vorlauf ausgeschieden
400 m Lagen: im Vorlauf ausgeschieden

### Segeln
- Henning Wind
Finn-Dinghy: 18. Platz

- Paul Elvstrøm
Star: 4. Platz

- Poul Mik-Meyer
Star: 4. Platz

- Hans Fogh
Flying Dutchman: 16. Platz

- Niels Jensen
Flying Dutchman: 16. Platz

- Poul Høj Jensen
Flying Dutchman: 16. Platz

- Aage Birch
Drachen: Silber

- Niels Markussen
Drachen: Silber

- Paul Lindemark Jørgensen
Drachen: Silber

- William Berntsen
5,5-m-R-Klasse: 13. Platz

- Erik Johansen
5,5-m-R-Klasse: 13. Platz

- Christian Hansen
5,5-m-R-Klasse: 13. Platz

### Turnen
Männer
- Hans Peter Nielsen
Einzelmehrkampf: 63. Platz
Boden: 65. Platz
Pferdsprung: 71. Platz
Barren: 65. Platz
Reck: 95. Platz
Ringe: 54. Platz
Seitpferd: 33. Platz

- Arne Thomsen
Einzelmehrkampf: 90. Platz
Boden: 65. Platz
Pferdsprung: 111. Platz
Barren: 78. Platz
Reck: 61. Platz
Ringe: 87. Platz
Seitpferd: 85. Platz

Frauen
- Else Trangbæk
Einzelmehrkampf: 75. Platz
Boden: 64. Platz
Pferdsprung: 76. Platz
Schwebebalken: 84. Platz
Stufenbarren: 62. Platz